# Barytarbes himertoides
Barytarbes himertoides là một loài tò vò trong họ Ichneumonidae.